# Stamátios Masoúris
Stamátios Masoúris (grec moderne : Σταμάτιος Μασούρης) est un athlète grec. Il a participé aux Jeux olympiques d'été de 1896 à Athènes. Ses dates de naissance et de décès ne sont pas connues, de même que sa vie avant et après les Jeux. Comme le futur vainqueur du marathon Spyrídon Loúis, il serait originaire de Maroússi.
Il obtient sa qualification dans l'équipe grecque de marathon en terminant sixième du second marathon de préparation disputé le 22 mars 1896, quelques jours avant les Jeux.
Il est l'un des 17 athlètes à prendre le départ du marathon. Initialement classé neuvième, il est finalement reclassé huitième après la disqualification de Spyrídon Belókas. Son temps n'est pas connu.

## Palmarès

### Jeux olympiques d'été
- Jeux olympiques d'été de 1896 à Athènes
  - Huitième du marathon.